# Malcolm Barclay-Harvey
Charles Malcolm Barclay-Harvey (2 mars 1890-17 novembre 1969) est un homme politique britannique et gouverneur d'Australie du Sud du 12 août 1939 au 26 avril 1944.

## Biographie
Enfant unique de James Charles Barclay-Harvey, de Dinnet House, Aberdeenshire, il fait ses études au Collège d'Eton et à Christ Church, Oxford, et sert dans le 7e bataillon des Gordon Highlanders de 1909 à 1915, avec le personnel de la maison de 1915 à 1915, en 1916, avec le ministère des Munitions à Londres de 1916 à 1918 et à Paris de 1918 à 1919.
Barclay-Harvey est désigné candidat unioniste pour East Aberdeenshire en 1914 et est député de Kincardine et Aberdeenshire West de 1923 à 1929 et de 1931 à 1939. Il est secrétaire parlementaire privé de Sir John Gilmour de 1924 à 1929 et de Sir Godfrey Collins de 1932 à 1936, et est fait chevalier dans les honneurs d'anniversaire de 1936, pour « services politiques et publics ».
Il épouse en 1912 Margaret Joan, fille de Henry de la Poer Beresford Heywood, de Wrentnall House, Shrewsbury, avec qui il a une fille, et se remarie à une veuve, Lady Muriel Felicia Vere Liddell-Grainger, fille de le 12e comte de Lindsey, à Westminster en 1938.
Il est colonel honoraire du 4e bataillon des Gordon Highlanders de 1939 à 1945 et membre du conseil du comté d'Aberdeen de 1945 à 1955. Il est membre de la Royal Company of Archers.
Il est nommé gouverneur de l'Australie du Sud en mars 1939, après quoi il démissionne de la Chambre des communes le 8 mars  et est nommé KCMG. Lui, sa femme et ses deux beaux-enfants s'installent à Adélaïde. Il prend ses fonctions le 12 août, peu avant le déclenchement de la Seconde Guerre mondiale. Son objectif principal pendant son mandat est l'effort de guerre. Son épouse, Lady Muriel, fonde le Club des infirmières Lady Muriel pour les femmes militaires et prend l'habitude de visiter de nombreuses succursales de la Croix-Rouge. Elle ouvre également le Pioneer Women's Memorial Gardens à Adélaïde le 19 avril 1941 et lance la corvette HMAS Whyalla, le premier navire du chantier naval de la Seconde Guerre mondiale à Whyalla le 12 mai 1941. Il est également franc-maçon. Pendant son mandat de gouverneur (1939–1944), il est également Grand Maître de la Grande Loge d'Australie du Sud ,.
Le couple vice-royal passe autant de temps que possible à la résidence d'été Vice-Regal à Marble Hill, où ils restaurent les jardins. Passionné de chemin de fer, il a également un modèle à grande échelle ferroviaire installé là-bas, et en 1943 la nouvelle classe locomotive à vapeur South Australian Railways 520 est nommé en son honneur .
Il prend sa retraite du poste de vice-royal pour des raisons de santé le 26 avril 1944, après quoi il retourne dans son domaine écossais dont il a hérité en 1924. Il est lieutenant adjoint de l'Aberdeenshire (1945), membre du conseil de l'Aberdeenshire (1945–55) et grand maître de la Grande Loge d’Écosse (1949–53). Il écrit A History of the Great North of Scotland Railway, qui est publié en 1940.
Il meurt à Londres le 17 novembre 1969.